# Paths of Glory (The Simpsons)
Paths of Glory é o oitavo episódio da vigésima sétima temporada da série de animação de comédia The Simpsons, sendo exibido originalmente na noite de 6 de Dezembro de 2015 pela Fox Broadcasting Company (Fox) nos Estados Unidos. No episódio, Lisa tenta melhorar a reputação da primeira mulher inventora de Springfield, pesquisando em um manicômio sobre sua primeira invenção. Enquanto estão no manicômio, ela e Bart encontram o diário de um sociopata, fazendo com que Bart leve-o para casa e finja ser o sociopata que escreveu.
O episódio foi bem recebido pela crítica de televisão especializada e de acordo com o instituto de mediação de audiências Nielsen, foi assistido por 5,53 milhões de espectadores em sua exibição original e recebeu uma quota de 2.3/7 no perfil demográfico de telespectadores entre os 18 aos 49 anos de idade.

## Produção
"Paths of Glory" foi escrito por Michael Ferris e dirigido por Steven Dean Moore. Ferris é conhecido por ter escrito o roteiro de Terminator 3: Rise of the Machines (O Exterminador do Futuro 3 - A Rebelião das Máquinas, no Brasil; e em Portugal, O Exterminador Implacável 3: A Ascensão das Máquinas) e de Terminator Salvation (O Exterminador do Futuro: A Salvação, no Brasil; e em Portugal, O Exterminador Implacável: A Salvação), junto com John Brancato, sua dupla de roteiro. Esse não foi o primeiro trabalho de Ferris e Brancato na televisão. Eles já escreveram um episódio de Married... with Children, emitido originalmente em 1991, como parte da quinta temporada do show. Enquanto a Dean Moore, um diretor de longa data dos Simpsons, que recentemente foi responsável pela direção de "Treehouse of Horror XXVI", que também faz parte desta temporada. Este é o primeiro episódio produzido sob a linha "VABFxx".
Esse episódio marca a primeira vez que Sam Simon não foi creditado como produtor executivo. Simon faleceu em março de 2015 em decorrência de um câncer de cólon. Apesar de ser creditado, Simon não trabalhava de fato na série desde 1993, quando ele desistiu por estar em constante conflito com Matt Groening, James L. Brooks e a produtora Gracie Films. Porém, antes de deixar o show, ele negociou um acordo para receber uma parte dos lucros anuais do programa e um crédito de produtor executivo. Porém, como o animador Brad Bird relata, Simon foi essencial para o sucesso inicial do show, onde ele serviu nas primeiras quatro temporadas como supervisor criativo, sendo descrito por Bird como "o herói desconhecido".

## Enredo
Lisa participa de uma Corrida de Energia Alternativa com um carro movido a energia solar. Porém, ela acaba se frustrando quando o dirigível da Duff passa na frente do Sol e cria uma grande nuvem sobre a pista, o que impossibilita o carro de Lisa se movimentar. Ela acaba sendo zombada por conta disso, e um velho homem judaico comenta sobre Amelia Vanderbuckle, uma inventora do século XIX que viveu em Springfield. Porém, ela foi mandada a um manicômio, mas não deixou de fazer suas invenções. Lisa percebe que a única maneira de trazer de volta a sua reputação é invadir o manicômio com Bart e encontrar uma das invenções de Amelia.
No asilo, Bart encontra o diário de Nathan Little, um sociopata que viveu por lá. Ele decide levar o diário para a escola e mostrá-lo para seus amigos, aterrorizando Ralph Wiggum, que mais tarde diz sobre o diário ao seu pai, o Chefe Wiggum. Wiggum informa Marge que Bart é um sociopata, deixando ela e Homer preocupados. Eles decidem fazer um teste sociopata com ele, disfarçado como um teste "Cara do Jet Sky ou Maestro do Motocross", mas o rótulo cai e Bart descobre as intenções de seus pais e decide responder a todas as perguntas como se ele fosse o pior sociopata que jamais existiu. Isso faz com que Homer e Marge fiquem ainda mais preocupados, e eles decidem levar Bart para um manicômio. Como todas as crianças lá não possuem nenhuma reação, então um general do exército diz que eles são perfeitos para testar o Simulador de Drones da Força Armada dos Estados Unidos. Bart consegue destruir todos os alvos e, posteriormente, o geral informa às crianças que o simulador era real e que eles mataram pessoas reais. Bart fica horrorizado com esta notícia, começa a chorar e diz que não deseja matar ninguém; e então, o general diz a Bart que ele já mostrou que é uma boa pessoa com emoções genuínas, e que ele será enviado para casa porque isso o torna completamente inútil para o seu projeto.
Enquanto isso, Lisa tenta encontrar a invenção de Amelia, que está enterrado sob um ex-clube feminista, que é agora um restaurante Knockers. Eles pedem para o zelador Willie ajudá-los a perfurar cave do prédio e encontrar sua invenção. Eles conseguem encontrar o que a princípio parece uma máquina de tear, mas na verdade é o primeiro dispositivo computacional já inventado. Lisa realiza seu objetivo e invenção de Amelia é doado ao museu, apesar de ninguém mais além de Lisa estar interessado em vê-lo.
Durante os créditos, Homer usa o tear para ver pornografia na internet. Porém, quando Marge chega, ele tenta se livrar da máquina, sem sucesso.

## Recepção
"Paths of Glory" foi exibido originalmente na noite de 6 de Dezembro de 2015, um domingo, pela Fox Broadcasting Company nos Estados Unidos, com cerca de 15 minutos de atraso devido a transmissão do discurso de Barack Obama à nação sobre o Tiroteio de San Bernardino e os Ataques de novembro de 2015 em Paris, exceto para as regiões sob o fuso horário Mountain/Pacific. De acordo com o sistema de mediação Nielsen, o episódio foi assistido por 5,53 milhões de telespectadores, e recebeu uma quota de 2.3/7 no perfil demográfico de telespectadores entre os 18 aos 49 anos de idade. Foi o segundo programa mais assistido da Fox naquela noite, superado apenas pela transmissão do futebol Americano (7.2/23, 20,82). Em compensação, foi o show roteirizado que melhor pontuou naquela noite, além de ter sido líder em seu horário de exibição, superando Once Upon a Time, da ABC (1.3/4) e 60 Minutes, da CBS, (1.2/3). Apresentou uma queda de 110 000 telespectadores, aproximadamente, a partir do último episódio, "Lisa with an 'S'", que na ocasião foi assistido por cerca de 5,63 milhões de telespectadores.
No geral, o episódio foi bem recebido pela crítica de televisão especializada. Dennis Perkins do The A.V. Club o avaliou com um B-, comentando que "A chatice é que é bastante inteligente, detalhes planejados nestas histórias que, dado o tempo para respirar e se desenvolver, tanto poderiam ter se tornado episódios muito mais atraentes de The Simpsons. Como é aqui. "Paths of Glory" sai de sua maneira de chamar a atenção para a forma como o episódio é construído, com toda a família Simpson entrando em cena para um grande abraço em grupo, cada um despejando as razões pelas quais eles são tão gratos por estarem juntos outra vez. Como aquele abraço, o próprio episódio termina em um grande montão, desleixado de sentimento imerecido."